# كارل سفينسون
كارل سفينسون (بالسويدية: Karl Svensson)‏ (مواليد 21 مارس 1984) هو لاعب كرة قدم. يلعب مع منتخب السويد لكرة القدم. سبق له أن لعب في كأس العالم لكرة القدم مع منتخب بلاده.

## مسيرته الكروية
لعب كارل سفينسون خلال مسيرته الاحترافية مع 4 أندية في أربعة عشر موسمًا وسجل خلالها 10 أهداف ضمن 182 مباراة. ولم يفز بأي موسم بالكأس أو بالدوري.
خاض كارل سفينسون مسيرته مع نادي جونكوبينغ سودرا ‏ ما بين عامي 2002 و2003 في المرة الأولى لمدة موسم واحد ثم في موسم 2012 واستمر معه طيلة ثلاثة مواسم، مشاركًا طوالها في 73 مباراة سجل خلالها 5 أهداف. ثم انتقل إلى نادي غوتبورغ في موسم 2003 في المرة الأولى ليلعب معه أربعة مواسم ثم في موسم 2009 واستمر معه طيلة ثلاثة مواسم، حيث شارك طوالها في 81 مباراة سجل خلالها 5 أهداف أيضًا. لينتقل بعدها إلى نادي رينجرز في موسم 2006–07 لمدة موسم واحد، مشاركًا في 21 مباراة ولم يسجل أي هدف. ثم انتقل إلى نادي كاين في موسم 2007–08 ولمدة موسمين، مشاركًا في 7 مباريات ولم يسجل أي هدف أيضًا.

## روابط خارجية
- كارل سفينسون على موقع الاتحاد الأوربي (الإنجليزية)
- كارل سفينسون على موقع رابطة كرة القدم الفرنسية للمحترفين (الإنجليزية)
- كارل سفينسون على موقع قاعدة بيانات كرة القدم.إي يو (الإنجليزية)
- كارل سفينسون على موقع ناشيونال فوتبول تيمز (الإنجليزية)
- كارل سفينسون على موقع عالم كرة القدم.نت (الإنجليزية)
- كارل سفينسون على موقع كووورة